# 斯忒諾
斯忒諾（英語：Stheno，/ˈsθiːnoʊ/ 或 /ˈsθɛnoʊ/），又譯「絲西娜」或「絲忒諾」，是希臘神話中戈爾貢三姊妹的長女，名字的涵義是「富有力量的」。據說戈爾貢是身長金色羽翼和黃銅手腕的女性怪物。

## 神話記述
斯忒諾是海神福耳庫斯與女神刻托之女，在奧林帕斯山下的洞穴中出生。她和她的妹妹歐律阿勒生來便是不老不死的，只有她的小妹美杜莎是凡人。不過許癸努斯則提出另外一種說法，指出三姊妹其實是堤豐和艾奇娜的孩子。
斯忒諾在戈爾貢三姊妹當中被認為是最獨立、最兇猛的一位，她殺掉的男人總數超過其他兩位妹妹殺掉的總和。在希臘神話中，斯忒諾受到了妹妹美杜莎的牽連，而被女神雅典娜詛咒並變化成怪物。美杜莎在雅典娜神廟中遭到海神波塞頓強姦，由於在女神的神廟中進行性行為，被雅典娜認為是對她這位貞潔神的侮辱，進而詛咒美杜莎和她的兩位姊妹（斯忒諾和歐律阿勒），使三人都變成怪物。斯忒諾常被描述為是一頭纖瘦的戈爾貢怪物，且她並沒有蛇髮，取而代之的是有紅蛇在她的頭上蜷曲。但在較早的記述中，斯忒諾被描寫為具有佈滿鱗片的頭顱、野豬獠牙、黃銅手腕、伸出的舌頭和閃耀的雙眼，且有一條蛇作腰帶狀纏繞在腰部周圍。
當美杜莎被英雄珀耳修斯斬下頭顱後，一旁的斯忒諾和歐律阿勒試圖殺掉他，但珀耳修斯戴上黑帝斯的隱形頭盔，用頭盔給予的隱形能力成功逃走。

## 大眾文化中的斯忒諾
- 《Fate/hollow ataraxia》（2005）：日本PC遊戲，在美杜莎的背景故事中出場。
- 《混血營英雄2：海神之子》（2012）：以希臘神話為題材的美國青年小說「波西傑克森系列」的書籍，故事中斯忒諾和妹妹歐律阿勒一起追殺主角波西。
- 《Fate/Grand Order》（2015）：日本手機遊戲，以從者「Assassin」的職階登場，被描寫為幾乎沒有戰鬥能力的美麗女神，配音員為淺川悠。